# 동방성련선 ~ Undefined Fantastic Object
《동방성련선 ~ Undefined Fantastic Object》(일본어: 東方星蓮船 〜 Undefined Fantastic Object. 도호세이렌센[*])은 동방 프로젝트의 열두번째 시리즈 게임이다.

## 시스템
기체 성능이 다른 〈하쿠레이 레이무〉, 〈키리사메 마리사〉, 〈코치야 사나에〉의 3종류의 캐릭터 중 하나를 선택한 후, 각각 두 종류의 장비 타입 중 하나를 선택한다. 적과 닿거나 적탄에 맞으면 미스가 발생해 잔기가 하나 줄어들고, 그 자리에서 부활한다. 모든 잔기를 잃으면 게임 오버가 되며, 재도전을 할 시 현재 스테이지의 처음부터 다시 시작된다. 재도전 없이 6면(최종면)의 보스를 쓰러뜨리면 엔딩이 나온다. 난이도 Normal 이상으로 재도전 없이 클리어하면, 총 1면의 Extra 스테이지가 추가된다.
본작에서는, 고유 아이템으로서 4종류의 〈벤토라 아이템〉이 있으며, 그와 관련하여 〈UFO〉시스템이 있다.

### 벤토라와 UFO
본작에서는 고유 아이템인 〈벤토라 아이템〉이 있다. 벤토라 아이템을 일정 조건에 맞게 모으면, UFO가 출현한다. 본작에서는 기본적으로 잔기와 폭탄의 익스텐드는 UFO에서 방출되는 아이템을 수집하여 행해진다.
게임 시스템으로써의 벤토라와 UFO는 다음과 같이 설명되어 있다.
요괴인 호쥬 누에가 비창의 파편에 장난을 치며 〈정체불명의 씨앗〉을 환상향에 뿌렸다. 이 상태에서는 그것을 본 사람이 인식할 수 있는 형태로 눈에 비치기 때문에 레이무 일행에게는 〈비행물체〉가 〈전형적인 UFO〉의 형태로 보였을 것이다. 때문에 〈비행물체〉를 〈비창의 파편〉이라고 인식하고 있던 히지리 뱌쿠렌이나 그 주위의 요괴에게는 잘 썩은 나무조각으로 보이고 있었다.

#### 벤토라 아이템
벤토라 아이템은 특정한 적을 쓰러트리면 출현한다. 이 아이템은 통상 아이템처럼 아래로 낙하하는 것이 아니라、화면을 날아다닌다. 일정 시간이 지나거나, 보스와의 대화가 시작되면 화면 밖으로 사라진다.
빨강, 파랑, 초록의 3색이 존재한다. 색이 고정된 것도 있고 일정 시간마다 빨강 → 파랑 → 녹색 → 빨강 순으로 색이 변화하는 "변덕 벤토라 아이템" 도 있다.
취득하게 되면 왼쪽 하단의 표시란에 획득한 벤토라 아이템 모양이 표시된다. "변덕 벤토라 아이템"은 취득 시 색의 스톡이 된다. 같은 색을 3개까지나 3개 모두 다른 색깔의 것을 갖추면 "UFO" 가 출현한다. 3개 갖춘 때에 어떤 조건도 충족하고 있지 않은 경우, 처음에 취득한 벤토라가 스톡에서 없어지고, 후에 취득한 2개가 스톡에 남는다.

#### UFO
UFO는 레드, 그린, 블루, 레인보우의 총 4가지가 있다.
3개의 같은 색 벤토라를 모으거나 각각 다른 색의 벤토라를 모으면 화면 중앙에 UFO가 나타난다. UFO 등장 시 UFO 부근의 탄이 사라지고 화면의 모든 P 아이템과 점수 아이템이 UFO에 흡수된다. 일정량의 아이템을 획득하면 보너스를 얻을 수 있다.
UFO에는 체력이 설정되어 있으며 샷 등을 맞춰 기본 체력을 깎으면 UFO가 폭발하는 듯한 효과가 발생하며 화면의 모든 적탄을 소멸하고, 변덕스러운 벤토라 아이템을 남긴다. UFO의 종류에 따라서 특정 아이템을 받을 수 있다. UFO에 흡수된 아이템은 플레이어 캐릭터에 의해 자동 수거된다.
UFO는 나타난 지 11초가 경과하면 UFO는 그냥 화면 밖으로 사라져 버린다. 보스와의 대화가 시작되어도 UFO는 소멸된다.
- 레드 UFO
  - 빨간색 벤토라 3개를 모으면 출현한다. 흡수한 P 아이템이 득점 아이템으로서도 카운트되는 성질을 갖는다. 특별 혜택과 격파 아이템은 "잔기의 조각"이며 잔기의 조각을 일정 개수 모면 잔기가 늘어난다.
- 그린 UFO
  - 초록색 벤토라 3개를 모으면 출현한다. UFO가 흡수한 득점 아이템이 UFO를 잡을 시에 다시 돌려받는다. 특별 혜택과 격파 아이템은 "봄 조각"이며 봄 조각을 일정 개수 모으면 봄이 늘어난다.
- 블루 UFO
  - 파란색 벤토라 3개를 모으면 출현한다. UFO에게 흡수된 점 아이템이 UFO를 잡아 소멸될 시에 조건에 의해 2~6배 증가되어 되돌아 온다. 특별 혜택은 격파 시에 돌아온 흡수 아이템의 점수가 8배가 된다. 격파 아이템은 없다.
- 레인보우 UFO
  - 서로 다른 3가지 색의 벤토라 아이템을 모으면 출현한다. 흡수한 P 아이템은 2-3배 (조건에 의한)의 보정된 득점 아이템으로 취급되고 반대로 P 아이템은 득점 아이템으로 바뀌어 돌아온다. 특별 혜택으로 "변덕 벤토라 아이템" 을 내놓고 동시에 득점 보정이 4배가 된다. 격파 아이템은 "변덕 벤토라 아이템".

## 줄거리
《지령전》 사건 이후 어느 봄날이었다. 환상향 변두리에 있는 하쿠레이 신사의 무녀 하쿠레이 레이무는 마법사인 키리사메 마리사에게서 보물선이 하늘을 날고 있다는 소문을 듣게 된다. 그 소문에 대해서 논의하러 레이무와 마리사와 산에 있는 모리야 신사의 무녀의 코치야 사나에가 찾아온다. 하늘을 가리키는 사나에에 끌려서 올려다보니 거기에는 고속으로 달리는 커다란 검은 그림자가 있었다. 3명은 각각의 목적을 가지고 구름 중에 사라진 검은 그림자를 쫓는다.
배의 정체는 보물선이 아니었다. "성련선"이라는 이름의 마계로 향하는 배였다. 그 선원들의 목적은 마계에 봉인된 "히지리 뱌쿠렌"이라는 이름의 스님을 부활시키는 것이라는. 조금씩 처리함적으로 마계에 도착했던 뱌쿠렌을 부활시키기로 된 레이무 일행은 요괴에 대한 가치관의 차이에서 뱌쿠렌과 싸우게 된다.
그 후, 뱌쿠렌은 마을에 "명련사"이라는 절을 건립하고 환상향의 인간뿐만 아니라 요괴에서도 신앙을 얻게 되어 환상향의 새 세력으로 인지되게 됐다.

## 주인공 소개

### 하쿠레이 레이무
하쿠레이 신사의 무녀. 하늘을 나는 배를 보물선이라고 믿고 또는 요괴가 일으킨 이변이라고 생각하고 배에 갔다.

### 키리사메 마리사
마법사의 소녀. 하늘을 나는 배를 보물선이라고 믿고 또는 흥미로워서 배에 갔다.

### 코치야 사나에
모리야 신사의 카제하후리. 모리야 신들의 말을 믿고 배에 갔다.

## 기타 등장인물

### 신규 등장인물

#### 나즈린
쥐의 요괴. 다우저. 토라마루 쇼의 부하이지만, 본래는 비사문천의 부하이며, 비사문천으로부터 남겨지고 쇼의 감시역이다.
무라사 미나미츠와 쿠모이 이치린에 의해 히지리 뱌쿠렌의 부활에 필요한 비창의 파편 탐색을 맡고 있었지만 성과는 좋지 않아 결과적으로 실제 비창의 파편을 얻고 있는 것은 하쿠레이 레이무 일행이었다.
실제로는 비창의 파편 탐색 외에 쇼의 부탁을 받고 똑같이 뱌쿠렌의 부활에 불가결한 보탑을 찾고 있었다. 마계에서 레이무 일행과 재회했을 때는 고물상에서 찾아낸 보탑의 힘을 시험하는 명목으로 전투가 됐다.

#### 타타라 코가사
원래는 당시 사람들이 좋아하지 않던 색의 잃어버린 우산이라 아무도 주워 가지 않아서 비바람에 뒹굴다가 오랜 세월이 지난 후 츠쿠모가미로 요괴화하였다. 작중의 그림에서는 양쪽 눈의 색깔이 각각 다르다. 사람을 놀래키는 것을 삶으로 하고 있지만, 최근에는 아무도 요괴에 놀라지 않음에 고민하고 있다. 『성련선』에서는 레이무 일행을 놀래키면서 나타났지만 별로 상대하지 않은 채 격추됐다. 『신령묘』에서는 다른 요괴 퇴치를 의뢰하러 레이무 일행 앞에 나타나지만 『성련선』과 마찬가지로 격추당했다.
『성련선』의 보스 캐릭터 중에서는 유일하게 『성련선』 작중으로 히지리 뱌쿠렌과 관련이 없다. 다만 『신령묘』에서는 묘의 인간을 놀래키기 위해서 대부분의 시간을 명련사 묘지에서 나는 것이 밝혀지고 있으며 『자가선』 제 9화에서는 명련사에 사는 요괴와 함께 있는 묘사가 있다.

#### 쿠모이 이치린
여승의 모습을 한 요괴로, 운잔을 사역하고 있다. 성실하고 재치가 있고 요령이 좋아 완고한 운잔을 제어하는 데 적합한 성격이다. 히지리 뱌쿠렌을 "누님" 이라고 부른다. 무라사 미나미츠의 동료이고 무라사와 함께 지하 세계에 짓눌리던 요괴 중 하나.

#### 운잔
쿠모이 이치린에 사역된 뉴도. 내다보는 뉴도 같다. 몸이 구름처럼 생겼고 그 크기와 형상을 자유자재로 바꿀 수 있다. 작중에서는 주먹을 거대화시키고 때리고 오거나 안면을 거대화시키고 동시에 2개 출현시킨 후 4개의 눈에서 레이저를 날리는 등의 공격을 한다.
과묵한 완고한 아버지이지만, 뿌리는 상냥하게, 정정당당을 선호한다. 작중 회화 행사에서는 한송이만 의사 소통을 하고 있으며 직접은 말하지 않지만 이치린이 "운잔이 이렇게 말한다"라는 형태로 대변하고 있다. 소리가 나오지 않는 건 아니지만 수줍은 성격 때문에 평소에는 작은 소리. 화날 때는 일갈한다.
운잔도 자비를 보여 히지리 뱌쿠렌에 귀의하고 있다.

#### 무라사 미나미츠[※ 2]
세일러복을 입은 배 유령. 히지리 뱌쿠렌이 법력으로 탄생시킨 하늘을 나는 배 "성련선" 의 선장을 맡는다. 밑 없는 국자와 큰 닻을 갖고 있다.
원래는 뒤집힌 배에서 숨진 인간의 영혼이었으나 사람들로부터 겁먹을 때 요괴로 변하고 "무라사" 라고 불리게 되었다. 미련에서 바다를 빠져나가지 못하고 요괴가 된다는 것 그 굴레는 강한 것이 되어 버렸으나 뱌쿠렌으로부터 법력에 의한 빛나는 배(성련선)을 받은 구속에서 풀려났다. 이들의 경위부터 백련을 그리워하고 있다.
뱌쿠렌이 마계에 짓눌린 것과 이 시기에 비창 등의 뱌쿠렌에 관한 물건들과 함께 그녀도 땅속 깊이 묻히고 말았지만 갑자기 분출한 간헐천으로 수백 년 만에 지상에 부활했다. 그 후에는 뱌쿠렌을 해방하기 위해 토라마루 쇼와 함께 성련선을 타고 간헐천에서 헤어졌다 (라고 생각하지만 실제로는 호쥬 누에가 장난으로 뿌린) 비창의 파편을 탐색하였다.

#### 토라마루 쇼
비샤문천의 제자로 대리인이기도 하며 호랑이의 모습을 한 요괴. 호랑이가 요괴화한 것이 아니라 산에 살던 큰 육식 동물이 두려워하고 요괴화한 것이지만, "호랑이의 요괴"이라는 것이 되어 있다.
원래는 히지리 뱌쿠렌의 있던 절의 있는 산에 살던 요괴지만, 비사문천을 모시는 백련에서, 다망으로 절에 올 수 없는 비사문천 대신 신앙을 모을 수 있게 "비사문천 대리"가 되도록 산에서 가장 인격자의 요괴로 추천된 것이다. 그녀는 우수한 요괴에서 날마다 성실하게 비사문천으로서의 업무를 볼 신앙을 모았다.
뱌쿠렌이 봉인된 뒤에도 요괴임을 숨기면서 비사문천으로 절에 머물다 수백 년 안에 절은 황폐했다. 부활한 무라사 미나미츠가 찾은 것에서 뱌쿠렌의 석방 결의를 다졌다.

#### 히지리 뱌쿠렌
마계의 일부 '법계'에 봉인되어 있던, 원래 인간이었던 마법사이다. 『성련선』의 사건은 뱌쿠렌을 따르면 요괴들이 그녀의 봉인을 풀려고 하고 일어난 것이다.
전설의 승려인 묘우렌의 누이인 그녀 자신도 늙은 뒤 동생 묘우렌으로부터 법력을 배웠다. 묘우렌의 죽음을 계기로 죽음을 극도로 무서워하게 되고 법력이 아닌 요력, 마력과 같은 종류의 계략에 의한 회춘의 힘을 손에 넣었다. 승려로서 사람들의 신봉을 받고 겉으로는 요괴 퇴치를 의뢰하는 한편, 회춘의 요력을 유지하기 위해서 뒤에서는 요괴를 도왔다. 요괴를 돕는 동안에 요괴들의 안타까운 과거를 알고 아욕이 아닌 본심에서 요괴들의 힘이 될 수 있었으면 하게 됐다. 그 뒤 뱌쿠렌이 요괴를 도운 일이 인간들에게 발각되자, 그녀는 악마처럼 여겨졌고 마계에 봉인되고 말았다.
봉인에서 수백 년 뒤 하쿠레이 레이무 일행이 모은 비창의 파편에 의한 봉인에서 풀려났으나 뱌쿠렌의 "인간과 요괴의 완전한 평등"이라는 사상이 레이무 일행에게 받아들여지지 않아 전투를 하였다.
그 뒤 환상향의 인간의 마을 근처에 성련선이 변화한 "명련사"라는 절을 건립하고 요괴들을 널리 받아들인다. 보선(성련선)에서 달라진 사찰은 길하다고 인간 사이에서도 평판이 되고 다시 인간들의 신봉도 받게 됐다.
엔딩에 따라서는 성련선을 유람선으로 운영하는 모습이 보인다。
『신령묘』에서는 이름만 등장. 레이무에게 "(종교적인 의미에서)장사 라이벌" 로 알려졌다.

#### 호쥬 누에
지하에 봉인되었던 누에. 인간들에게 모습을 드러내지 않고, 인간이 자신을 무서워하는 모습을 상상하는 모습을 즐기고 있었지만, 어떤 때에는 본래의 모습이 드러나, 지하에 봉인되어 버리는 바람에 오랫동안 땅 속에서 살고 있었다.
우츠호에 의한 간헐천 사건의 혼잡했던 틈을 타서 지상으로 나오고, 지하에서 같이 있던 무라사 미나미츠가 지상에서 뭐 하는 것을 보고 그녀들을 방해하려고 결정된 모습이 없어 본 사람의 지식으로 인식할 만한 물건으로 보인다고 해 "정체불명의 씨앗"을 비창의 파편에 올랐다.
하쿠레이 레이무 일행이 그 정체불명의 비행 물체를 모으는 바람에 정체불명에 떨지 않는 인간에 흥미를 가지고 접촉하려 했다. 『성련선』 4면, 6면 도중에 나타나는 빛의 공은 그녀이다.
마을 기사들이 한 히지리 뱌쿠렌의 해방은 자신에게도 이익이 있는 일이라고 알고 그것을 방해한 것을 후회하고 있다. 뱌쿠렌의 석방을 방해했음에도 불구하고 그녀에게서는 기꺼이 받아들여져, "당분간은 이 스님을 따라가는 수밖에 없다" 고 생각하게 된다. 나중에 불문에 들어 명련사에 머물게 된다.
『신령묘』에서는 외부의 세계로부터 오랜 친구 후타츠이와 마미조를 불러왔다.
『성련선』에서 대전시에는 "정체불명의 씨앗"이 인간에게는 UFO로 보인다는 설정을 반영하고, UFO 모양의 탄막을 사용해 공격해 온다.

## 진행
| 스테이지 | 제목                           | 장소             | 중보스                | 보스                  |
| -------- | ------------------------------ | ---------------- | --------------------- | --------------------- |
| 1        | 봄의 항구의 배 그림자          | 눈이 덜 녹은 길  | 나즈린                | 나즈린                |
| 2        | 구름에 숨은 첫 번째 화생(化生) | 봄의 구름        | 타타라 코가사         | 타타라 코가사         |
| 3        | 최속의 폐허와 거인             | 최속 부유정      | 쿠모이 이치린 ＆ 운잔 | 쿠모이 이치린 ＆ 운잔 |
| 4        | 성련(聖輦)과 불길한 선장       | 성련선 내부      | 빛의 공 (호쥬 누에)   | 무라사 미나미츠       |
| 5        | 마계의 검붉은 봉인             | 마계 (법계 상공) | 나즈린                | 토라마루 쇼           |
| 6        | 팔고(八苦)를 멸하는 여승       | 법계             | 빛의 공 (호쥬 누에)   | 히지리 뱌쿠렌         |
| Extra    | 미확인 비행 환상물체           | 밤하늘           | 타타라 코가사         | 호쥬 누에             |

## 수록곡
1. 푸른 하늘의 그림자 (青空の影) - 타이틀 화면
2. 봄의 포구에 (春の湊に) - 1면 테마
3. 작디작은 현장 (小さな小さな賢将) - 1면 보스, 나즈린의 테마
4. 닫힌 구름의 오가는 길 (閉ざせし雲の通い路) - 2면 테마
5. 만 년 방치된 우산에 주의를 (万年置き傘にご注意を) - 2면, 타타라 코가사의 테마
6. 스카이 루인 (スカイルーイン) - 3면 테마
7. 시대의 아저씨와 하이칼라 소녀 (時代親父とハイカラ少女) - 3면 보스, 쿠모이 이치린 & 운잔의 테마
8. 유령객선의 시공을 뛰어넘는 여행 (幽霊客船の時空を越えた旅) - 4면 테마
9. 캡틴 무라사 (キャプテン・ムラサ) - 4면 보스, 무라사 미나미츠의 테마
10. 마계지방도시 에소테리아 (魔界地方都市エソテリア) - 5면 테마
11. 호랑이 무늬의 비사문천 (虎柄の毘沙門天) - 5면 보스, 토라마루 쇼의 테마
12. 법계의 불 (法界の火) - 6면 테마
13. 감정의 마천루 ~ Cosmic Mind (感情の摩天楼)- 6면 보스, 히지리 뱌쿠렌의 테마
14. 밤하늘의 UFO 로망스 (夜空のユーフォーロマンス) - EXTRA 테마
15. 헤이안의 에일리언 (平安のエイリアン) - EXTRA 보스, 호쥬 누에의 테마
16. 요괴의 절(妖怪寺) - 엔딩 테마
17. 하늘의 돌아가는 길 ~ Sky Dream (空の帰り道) - 스태프롤 테마

## 같이 보기
- 련선웨어